# Levelek
Levelek es un pueblo ubicado en el distrito de Baktalórántháza, en el condado de Szabolcs-Szatmár-Bereg, Hungría.

## Superficie
Posee una superficie de 25,72 kilómetros cuadrados.

## Demografía
Hasta 2019 la población era de 2922 habitantes, con una densidad de población de 113,6 habitantes por kilómetro cuadrado.